# Clinocera sinclairi
Clinocera sinclairi är en tvåvingeart som beskrevs av Wagner, Leese och Arne Panesar 2004. Clinocera sinclairi ingår i släktet Clinocera och familjen dansflugor. Inga underarter finns listade i Catalogue of Life.